# 永遠の詩 (中島美嘉の曲)
「永遠の詩」（えいえんのうた）は、中島美嘉の24枚目のシングル。

## 解説
- 本作は、「地上の楽園」というテーマを元にビデオクリップやジャケットのアートワークを制作された[1]。
- 表題曲は、フレディ・マクレガーの息子スティーヴン・マクレガー（弟）をトラックメイカーに、チノ（兄）をイントロMCに招いた本格派レゲエの楽曲。「MY SUGAR CAT」以来のレゲエチューン。
- カップリングには、同年7月18日に発売された勝手にしやがれの10周年記念カヴァーアルバム『LET'S GET LOST』に収録された楽曲。

## 収録曲
1. 永遠の詩
  - 作詞：宮沢和史／作曲:Sin／編曲：森俊也・STEPHEN McGREGOR
  - 角川配給映画『サウスバウンド』主題歌
2. YOU'D BE SO NICE TO COME HOME TO
  - 作詞・作曲：Cole Porter／編曲：勝手にしやがれ
3. 永遠の詩（Instrumental）

## 収録アルバム
- VOICE (#1)
- ずっと好きだった〜ALL MY COVERS〜 (#2)
- DEARS (#1)